# Bassiano
Bassiano ist eine Gemeinde in der Provinz Latina in der italienischen Region Latium mit 1433 Einwohnern (Stand 31. Dezember 2023).
|  |

## Geographie

Lage von Bassiano in der Provinz Latina

Bassiano liegt 73 km südöstlich von Rom und 22 km nordöstlich von Latina.
Es liegt am Südabhang der  Monti Lepini oberhalb der Pontinischen Ebene. Es ist Mitglied der Comunità Montana Monti Lepini e Ausoni.
Das Gemeindegebiet erstreckt sich über eine Höhe von 14 bis 1205 m s.l.m..
Die Gemeinde liegt in der Erdbebenzone 2 (mittel gefährdet).
Die Nachbargemeinden sind im Uhrzeigersinn Sermoneta, Norma, Carpineto Romano (RM) und Sezze.

### Verkehr
Bassiano wird von der SP 17 Via Ninfinia (Cisterna di Latina - Sezze) erschlossen. Der nächste Bahnhof liegt in Sezze an der Bahnstrecke Roma–Formia–Napoli in 13 km Entfernung.

## Geschichte
Der Legende nach soll Bassiano von Kaiser Caracalla gegründet worden sein, der ursprünglich Lucius Septimius Bassianus hieß. Erstmals erwähnt wird es jedoch in einem Dokument aus dem Jahr 1169, in dem ein gewisser Gregorio Leonis einem Herrn von Bassiano den Besitz des Ortes bestätigt.
1240 gab Papst Gregor IX. die Burgen von Sermoneta und Bassiano an Trasmondo Annibaldi als Dank für die Unterstützung gegen Friedrich II. Die Annibaldi herrschten bis 1297, als sie von den Caetani abgelöst wurden.

## Bevölkerungsentwicklung
| Jahr      | 1881 | 1901 | 1921 | 1936 | 1951 | 1971 | 1991 | 2001 |
| --------- | ---- | ---- | ---- | ---- | ---- | ---- | ---- | ---- |
| Einwohner | 1799 | 2258 | 2451 | 2211 | 2141 | 1595 | 1635 | 1617 |

Quelle: ISTAT

## Politik
Costantino Cacciotti (PS) wurde im Juni 2009 zum Bürgermeister gewählt. Seine Partei stellt auch 8 von 12 Gemeinderäten.

### Wappen
Auf blauem Schild der Ortsheilige der Heilige Erasmus von Antiochia in Bischofsgewand mit Bischofsstab.

## Söhne und Töchter des Ortes
- Aldus Manutius (1449–1515), Buchdrucker
- Vinzenzo Pietrosanti (1624–1690), Bildschnitzer